# Westelijke dwergtok
De westelijke dwergtok (Horizocerus hartlaubi synoniem: Tockus hartlaubi) is een neushoornvogel die voorkomt in West- en Midden-Afrika. Deze vogel is genoemd naar de Duitse ornitholoog Gustav Hartlaub, vanwege zijn verdiensten op ornithologisch gebied in West-Afrika.

## Beschrijving
De westelijke dwergtok is net als de congodwergtok is 38 cm lang. Het is een kleine, bosbewonende Afrikaanse neushoornvogel met een grijze tot zwarte kromme snavel. De snavel van het mannetje heeft een rode punt. Verder is de vogel bijna zwart van boven. De onderzijde is grijs en wit. Het meest opvallende kenmerk is een duidelijke, brede witte wenkbrauwstreep.

## Verspreiding en leefgebied
De westelijke dwergtok is een plaatselijk nog algemeen voorkomende vogel in zuidelijk Guinee en zuidelijk Sierra Leone vervolgens in Gabon en het Kongobekken westelijk van de Kongorivier.

## Status
De grootte van de wereldpopulatie is niet gekwantificeerd. De westelijke dwergtok gaat in aantal achteruit. Echter, het tempo ligt onder de 30% in tien jaar (minder dan 3,5% per jaar). Om deze redenen staat de soort als niet bedreigd op de Rode Lijst van de IUCN.